# 송어대구

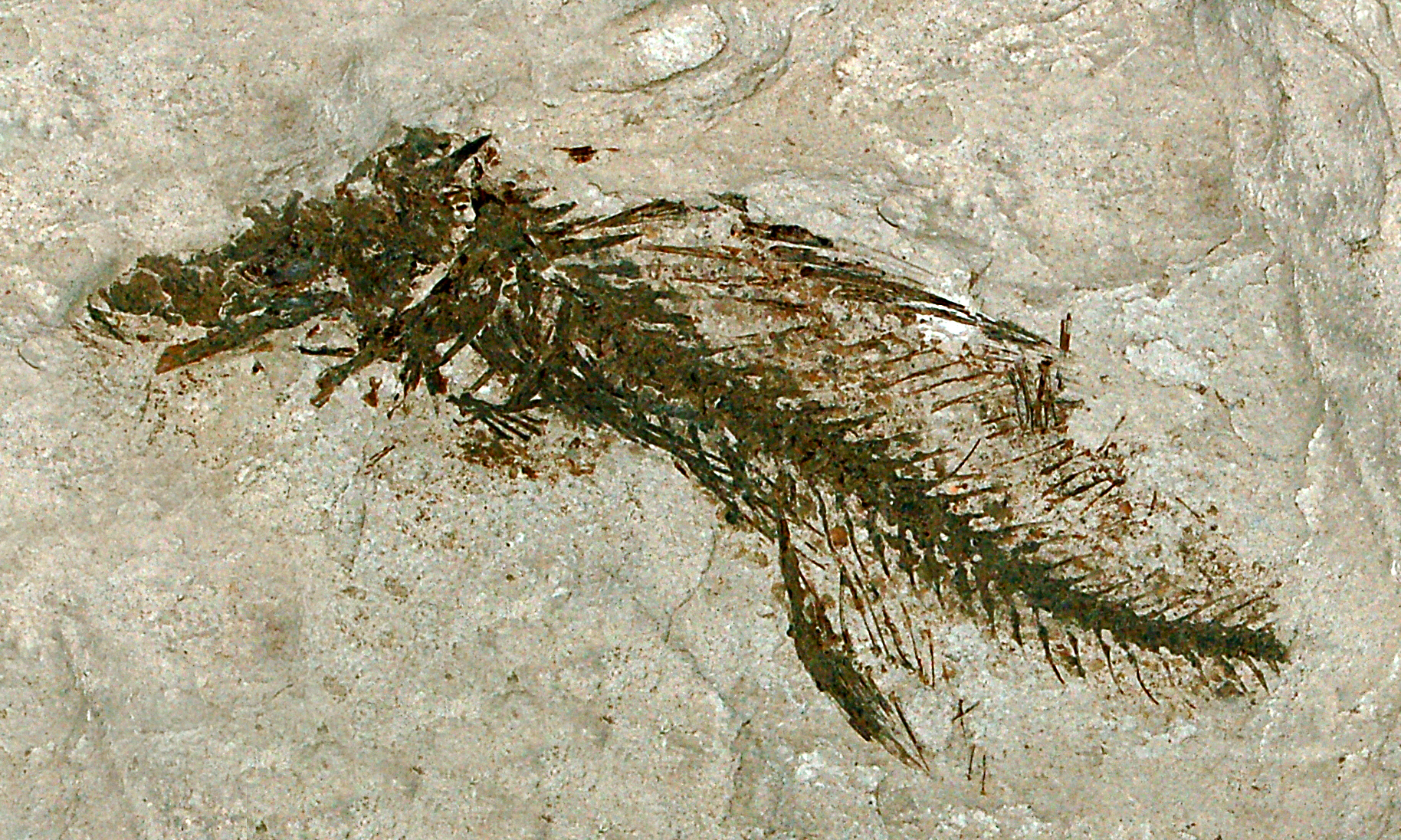

송어대구는 호주의 머레이 달링 강에 서식하는 머리대구의 근연종이다.먹이는 탐식성으로 눈에 보이는 모든 것을 포식한다.크기는 머리대구와 비슷하게 자라고,호주 농어과 어종들 중 제일 크고,수명이 매우 길어 50년 이상산다.1.8m에113kg까지 자라며 이빨은 둔한 원추형이다.턱힘은 강한 편이다. 담수 그루퍼라고도 불리는 어종으로 매우 포악하다.머리대구가 저지대에 서식하지만 송어대구는 고지대에 서식한다.